# 5609 Stroncone
5609 Stroncone (1993 FU) là một tiểu hành tinh vành đai chính được phát hiện ngày 22 tháng 3 năm 1993 bởi A. Vagnozzi ở Stroncone.